# Drammenselva
Drammenselva (również Dramselva) – rzeka w południowo-wschodniej Norwegii, w okręgu Buskerud o długości 48 km. Rzeka wypływa z jeziora Tyrifjorden, w pobliżu miasta Vikersund i płynie na południe, w stronę miasta Øvre Eiker, a następnie na wschód aż do ujścia do fiordu Drammensfjord, koło miasta Drammen.